# Bahnhof Finse

Der Bahnhof Finse ist mit 1222,2 moh. der höchstgelegene Bahnhof in Nordeuropa. Er liegt an der Strecke der Bergensbane von Oslo nach Bergen in der Kommune Ulvik am Nordrand der Hardangervidda unweit des Gletschers Hardangerjøkulen. Im Ort Finse gibt es, abgesehen von den Mitarbeitern der Tourismusbetriebe, keine permanenten Bewohner.
Mit der Bahn sind es von Finse nach Oslo etwa 300 km und nach Bergen etwa 170 km. Es existiert neben dem Bahnhof ein Hotel, eine der größten DNT-Hütten des Landes und das so genannte Rallarmuseum (deutsch Bahnarbeiter-Museum), das über den Bau der Bergenbahn informiert. Der Rallarvegen, der ehemalige Versorgungsweg für den Bau der Bergenbahn, ist eine beliebte Fahrradstrecke und führt durch Finse.
Bis zur Eröffnung des Finsetunnels 1993 gab es in Finse eine Schneeräumstation für die Strecke.

## Sonstiges
- Im März 1979 wurden in Finse Teile des Science-Fiction-Films Star Wars: Episode V – Das Imperium schlägt zurück gedreht.
- In Finse spielt die Handlung des Kriminalromans Der Norwegische Gast von Anne Holt.
- Finse und das umliegende Gebirge spielen eine zentrale Rolle in dem Abenteuerroman Das blaue Eis von Hammond Innes.

## Bilder

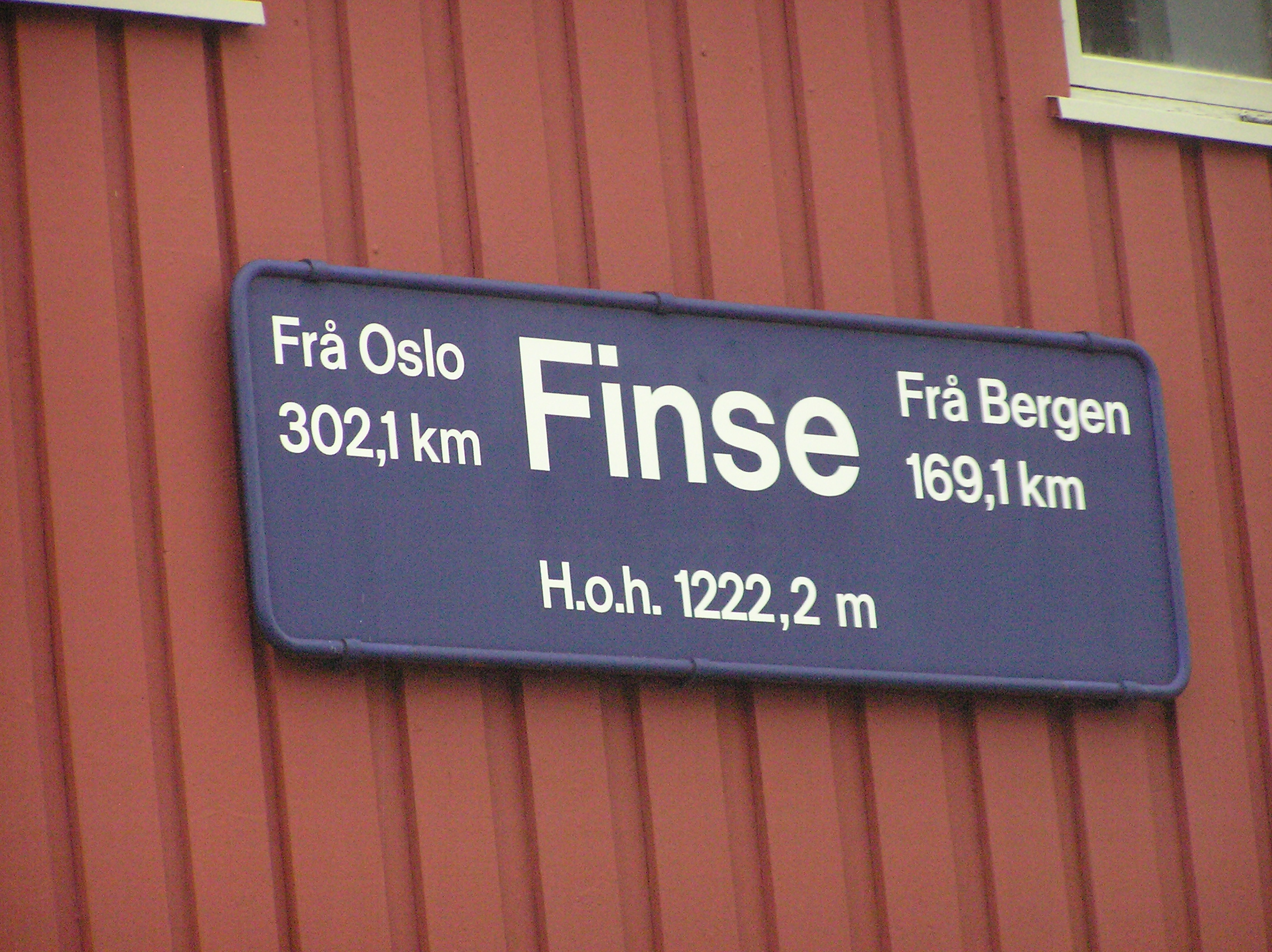
Schild mit Entfernungs- und Höhenangaben
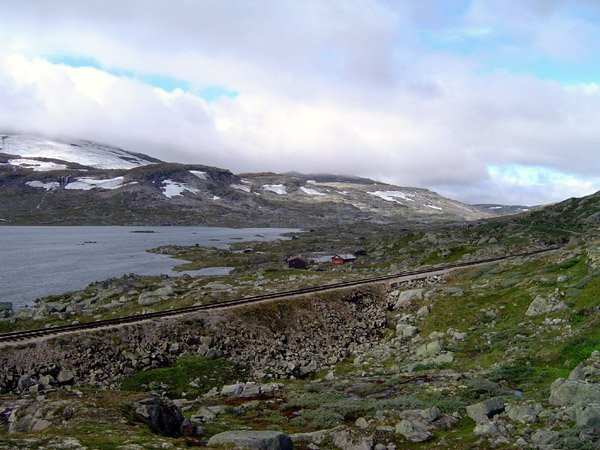
Ein Abschnitt der Bergen-Bahn bei Finse auf der Hardangervidda. Der im Bild gezeigte Abschnitt ist mittlerweile durch einen Tunnel ersetzt worden.
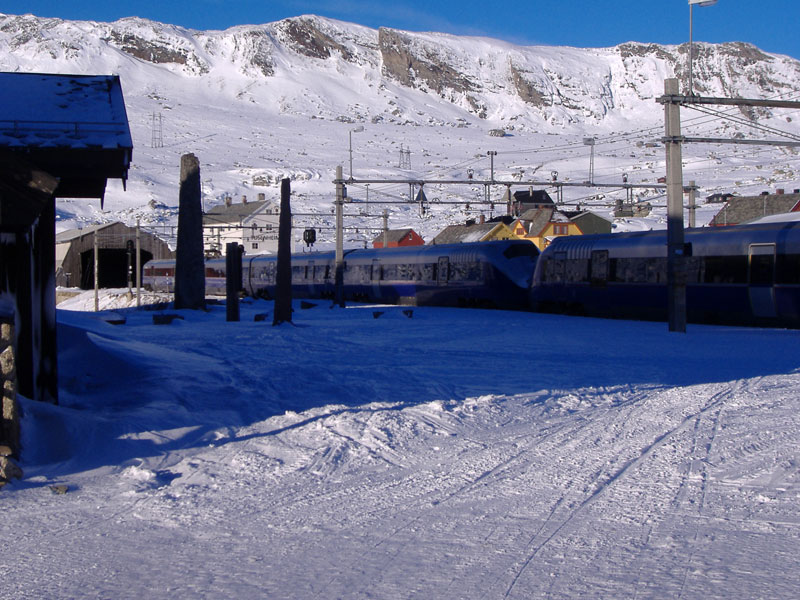
Die Bergenbahn fährt in Richtung Bergen in den Schneeüberbau vor dem Finsetunnel ein
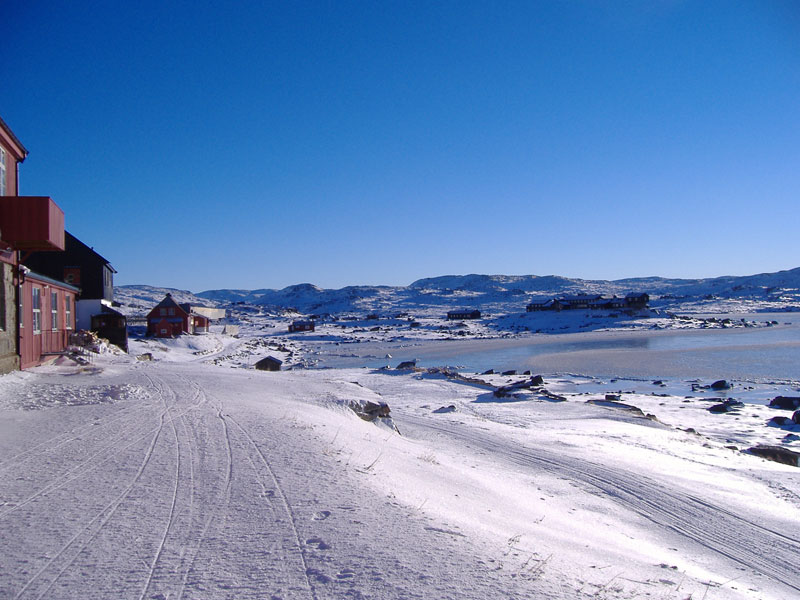
Blick vom Bahnhof über den Finsevatnet in Richtung Osten, Finsehytta
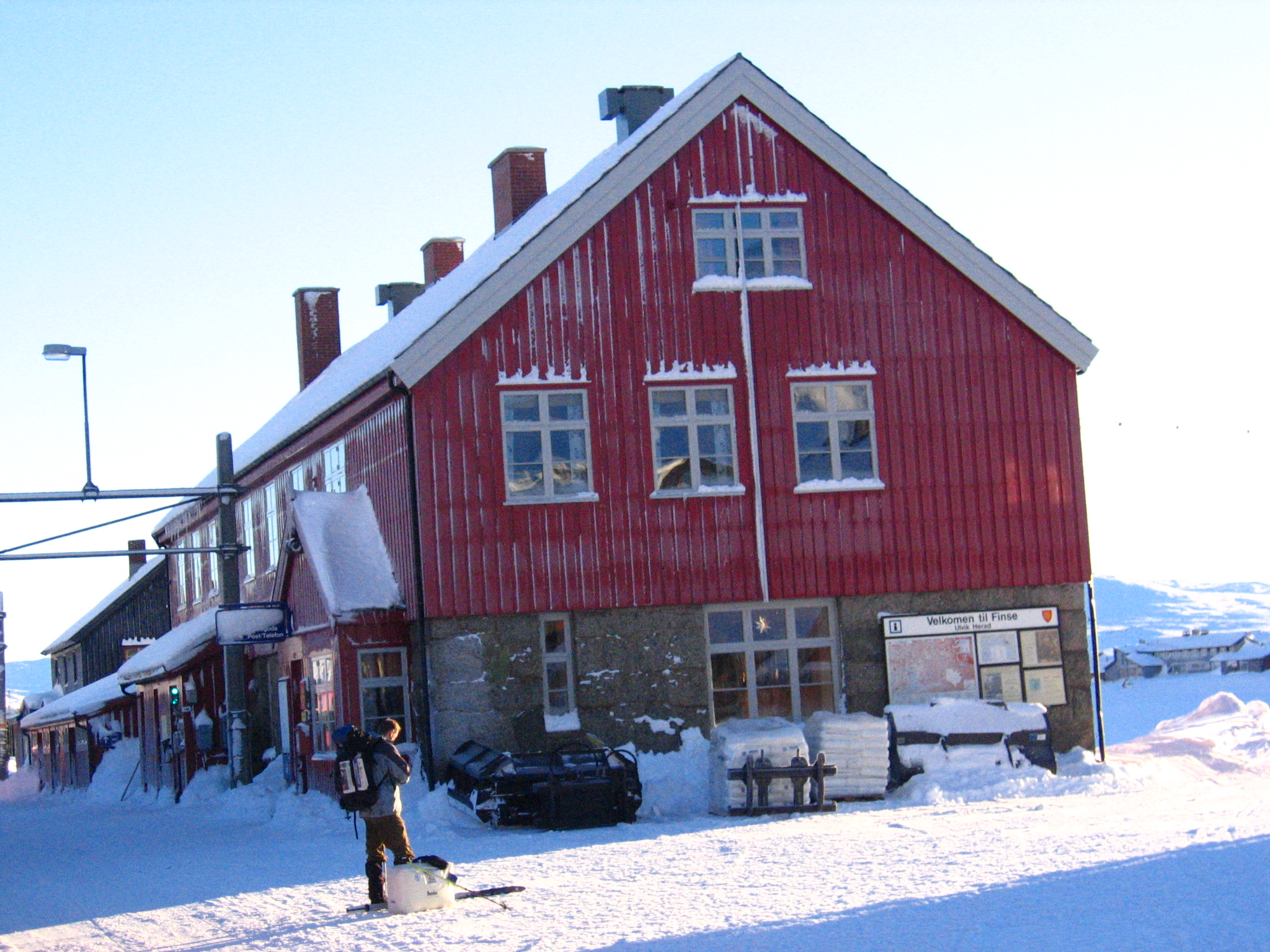
Bahnhof Finse